# Cine Avenida de la Luz
El Cine Avenida de la Luz va ser una sala d'exhibició cinematogràfica de Barcelona, ubicada al número 12 de les galeries comercials subterrànies anomenades Avinguda de la Llum. Fou el primer cinema del Grup Balaña.
Obrí les portes l'1 de gener de 1943 projectant 5 simfonies de l'Ànec Donald i una reposició d'El pequeño Lord, tot fent un homenatge a Walt Disney. Va esdevenir un cinema on es feien passis matinals i especialitzat en pel·lícules infantils. Se'l coneixia com el palacio de la risa. També va acollir tres sessions de Llanterna Màgica de Olivar.
El 28 de setembre de 1981 va començar a programar pel·lícules pornogràfiques, fins que el març de 1984 es va convertir en Sala X.
L'última projecció va ser el 2 de novembre de 1992.

## Altres dades
- El primer diumenge de juny de 2013 es va inaugurar una exposició i unes jornades dintre de la sala que van tenir molt d'èxit.[3]